# Tultitlán de Mariano Escobedo
 Tultitlán de Mariano Escobedo is een stadje in de Mexicaanse staat Mexico. De plaats heeft 22.268 inwoners (census 2005) en is de hoofdplaats van de gemeente Tultitlán.